# ウッレヴィ
座標: 北緯57度42分21.21秒 東経11度59分14.38秒 / 北緯57.7058917度 東経11.9873278度
ウッレヴィ (Nya Ullevi, Ullevi Stadion) は、スウェーデンのイェーテボリにある多目的スタジアム。収容人数は43,000人。

## 解説
ステン・サムエルソン（Sten Samuelsson, 1926年 - 2002年）とドイツ人のフリッツ・イェネッケ (Fritz Jaenecke) によって設計され、1958年に開場した。1995年の世界陸上に合わせて改修が行われ、スポーツイベント開催時43,000人、コンサート開催時約60,000人を収容できる現在の形になった。そのほか、1958年のサッカーワールドカップ、1992年のUEFA欧州選手権、2006年のヨーロッパ陸上競技選手権大会の会場になっている。
名称は北欧神話の勝負や遊びの神、ウルに由来しており、おおよそ「ウルの聖地」という意味である。

## 記録
1985年7月8日に行われたブルース・スプリングスティーンのコンサートでは、64,312人を動員し、これが同スタジアムの動員最高記録となっている。
また、1971年のスピードスケートワールドカップでは2日間で69,559人を動員した。